# Merlo, Buenos Aires
Merlo är en kommunhuvudort i Argentina.   Den ligger i provinsen Buenos Aires, i den centrala delen av landet, 30 km väster om huvudstaden Buenos Aires. Merlo ligger 20 meter över havet och antalet invånare är 224 168.
Terrängen runt Merlo är mycket platt. Runt Merlo är det mycket tätbefolkat, med 4 039 invånare per kvadratkilometer.. Närmaste större samhälle är Morón, 9,5 km öster om Merlo.
Trakten runt Merlo består till största delen av jordbruksmark.